# Tysklands Grand Prix 2006
Tysklands Grand Prix 2006 var det tolfte av 18 lopp ingående i formel 1-VM 2006.

## Rapport
Kimi Räikkönen i McLaren fick en bra start från sin pole position och de båda Ferrari-förarna Michael Schumacher och Felipe Massa hakade på. Fernando Alonso i Renault, som startade från den sjunde rutan, nådde aldrig täten i loppet. Räikkönen fick dock något problem och gick i depå redan på nionde varvet, där han fick ytterligare problem genom att däckbytet tog extra lång tid. Detta medförde att han tappade sin ledning och hamnade istället långt bak i fältet. Michael Schumacher, tätt följd av stallkamraten Massa, övertog ledningen och behöll dessa placeringar in i mål. Ferrari imponerade och tog säsongens andra dubbelseger. Räikkönen gjorde en spektakulär uppåkning och slutade på tredje plats, vilket också var första gången som han gick i mål på Hockenheimbanan.

## Resultat
1. Michael Schumacher, Ferrari, 10 poäng
2. Felipe Massa, Ferrari, 8
3. Kimi Räikkönen, McLaren-Mercedes, 6
4. Jenson Button, Honda, 5
5. Fernando Alonso, Renault, 4
6. Giancarlo Fisichella, Renault, 3
7. Jarno Trulli, Toyota, 2
8. Christian Klien, Red Bull-Ferrari, 1
9. Ralf Schumacher, Toyota
10. Vitantonio Liuzzi, Toro Rosso-Cosworth
11. David Coulthard, Red Bull-Ferrari
12. Scott Speed, Toro Rosso-Cosworth

### Förare som bröt loppet
- Mark Webber, Williams-Cosworth (varv 59, vattenläcka)
- Takuma Sato, Super Aguri-Honda (38, växellåda)
- Jacques Villeneuve, BMW (30, olycka)
- Rubens Barrichello, Honda (18, motor)
- Nick Heidfeld, BMW (9, bromsar)
- Pedro de la Rosa, McLaren-Mercedes (2, bränslepump)
- Sakon Yamamoto, Super Aguri-Honda (2, drivaxel)
- Nico Rosberg, Williams-Cosworth (0, olycka)

### Förare som diskvalificerades
- Christijan Albers, MF1-Toyota (varv 66, bedömdes ha rörlig bakvinge)
- Tiago Monteiro, MF1-Toyota (65, bedömdes ha rörlig bakvinge)